# Coralliophila nanhaiensis
Coralliophila nanhaiensis is een slakkensoort uit de familie van de Muricidae. De wetenschappelijke naam van de soort is voor het eerst geldig gepubliceerd in 2005 door Zhang & Wei.